# Symphonie espagnole
Symphonie espagnole i d-moll, Op. 21, är ett verk av Édouard Lalo för violin och symfoniorkester som komponerades 1874.

## Instrumentation
Symphonie espagnole är skriven för violin och symfoniorkester bestående av piccolaflöjt, 2 tvärflöjter, 2 oboer, 2 klarinetter, 2 fagotter, 4 valthorn, 2 trumpeter, 3 tromboner, timpani, slagverk, harpa och stråkar.

## Form
Symphonie espagnole består av fem satser:
1. Allegro non troppo
2. Scherzando: Allegro molto
3. Intermezzo: Allegro non troppo
4. Andante
5. Rondo: Allegro